# Kleinflammenwerfer
Kleinflammenwerfer М. 1915 или «Kleif» — германский средний огнемёт, считавшийся малым до принятия на вооружение огнемёта Wex в 1917 году.

## История
Первые классические ранцевые огнемёты были сконструированы берлинским инженером Рихардом Фидлером в 1901 году. Его изобретение называлось «Verfahren zur Erzeugung grosser Flammenmassen» — средство для производства больших масс пламени. Уже в 1905 году Фидлер представил прусскому инженерному комитету 2 разработки:
- «Kleine Flammenwerfer» (сокращенно «Kleif») — малый огнемет, переносимый одним человек
- «Grosse Flammenwerfer» (Groff) — тяжёлый огнемет.

После нескольких усовершенствований в 1908 году моделью «Kleif» была оснащена 5-я рота гвардейского саперного батальона, получившая название «Pionier-Versuchs-Kompagnie» (саперная экспериментальная рота).

## Устройство
Огнемёт состоит из приспособления для носки, резервуара для горючей жидкости и баллона для азота. Приспособление для носки привинчено к огнемёту и от него не отделяется. Резервуар цилиндрической формы вмещает 16 литров топлива. Штуцер вместе с колпаком находится сбоку аппарата. В нижней части располагается выпускной патрубок с выпускной трубой, задним краном и винтовой нарезкой для привинчивания шланга. Для заправки топливного резервуара откручивался колпак, и резервуар со вставленной воронкой наполнялся из бочки или из лейки горючим до тех пор, пока не останется небольшая воздушная подушка, после чего колпак возвращали на место.
Газовый баллон имел емкость в 6 литров и оснащался ниппелем с манометром. Рядом с манометром находится ниппель клапана и клапан для наполнения баллона газом. Для заправки баллона газом прежде всего требовалось перекрыть газовый клапан для изготовки к действию, поворачивая противоположно направлению действия стрелки на контрольном манометре. Когда газовый клапан будет открыт, и медленным открыванием вентиля бутыли с азотом, азот начнет перепускаться в газовый баллон, пока манометр не покажет рабочее давление в 23 атмосферы. После этого закрывался сначала кран азотной бутыли, затем вентиль баллона и только затем снимали газовую трубку с аппарата.
Для применения огнемёта, производилась зарядка посредством открытия клапана для изготовки к действию и газ пускался на поверхность горючего в резервуар. После этого на полную открывался задний кран и слегка кран брандспойта, чтобы горючее чуть-чуть показалось из брандспойта, благодаря чему воздух из шланга и брандспойта будет удален. После этого, закрыв кран брандспойта, проверяют все соединения на герметичность, а затем уже вставляют зажигатель.
Выпуск огня производится по команде: «Смирно… огонь», По этой команде кран брандспойта или предохранительный вентиль коротким движением открывают и закрывают. Одним наполнением можно произвести около 23 огневых выстрелов. Непрерывная струя действует около 25 секунд. Дальность действия струи — около 22 метров.

### Двойной Клейф
Объединение двух огнемётов Клейф при помощи тройника с брандспойтом от огнемёта Гроф и несколькими шлангами образует "двойной Клейф". Несколько шлангов скрепляются при помощи соединительных гаек. Чтобы огнеметчики с двойными Клейфами могли идти не только рядом, но и друг за другом во время стрельбы из окопов, последний снабжается двумя маленькими шлангами, идущий же впереди имеет только один маленький шланг.
Дальность выпускаемой струи у двойного Клейфа такая же, как у одного Грофа, - примерно 35–40 метров. Двойной Клейф дает около 20 огневых выстрелов. Продолжительность огня непрерывной струи около 22 секунд.

## Боевое применение

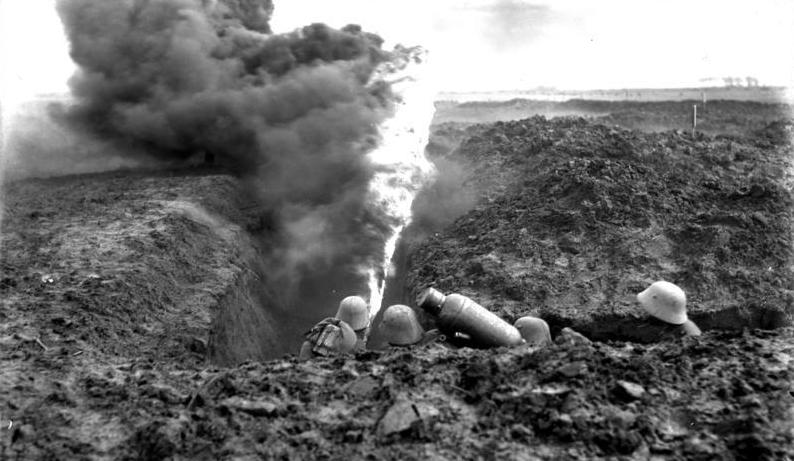

Применение ранцевых огнеметов в условиях боевых действий преимущественно планировалось в наступлении на узком участке фронта, когда они носили характер стремительного «наскока» (при плохой видимости (ночью) либо на рассвете) и решали задачу захвата незначительного участка позиций.
В середине зимы 1915 года ранцевый огнемет модели «Kleif» был применён под Верденом против французов, а в начале лета против британцев. Вышло так, что огнемет обладал не только высокой эффективностью, но и оказывал сильное психологическое воздействие. В обоих описываемых случаях появление на поле боя огнемета «Kleif» вызвало панику среди вражеских солдат и немцам удавалось занять позиции врага с относительно небольшими потерями. Применение осуществлялось в соответствии со специальной тактикой.